# Belchior Paulo

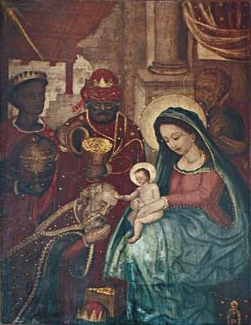
Belchior Paulo: Adoração dos Reis Magos, Igreja dos Reis Magos, em Nova Almeida, Espírito Santo

Belchior Paulo (Sernande, Felgueiras, c. 1554 - Rio de Janeiro, 1619)  foi um religioso jesuíta português e um dos primeiros pintores a atuar no Brasil, no final do século XVI, produzindo obras de influxo ainda renascentista.

## Vida e obra
Pouco se sabe sobre sua vida. Ingressou na Companhia de Jesus em 1572, quando estava em Coimbra. Desembarcou em Pernambuco em 1587, junto com uma expedição de padres jesuítas que partira de Lisboa, iniciando seu trabalho na decoração de igrejas. Em 1589, mudou-se para a Bahia, onde trabalhou até por volta de 1614. Esteve no Espírito Santo em 1598, onde possivelmente pintou o retrato do padre Anchieta. Passou pelo Rio de Janeiro em 1601, fixando-se aí a partir de 1615. Teve ainda passagens breves por Santos (1606, 1610) e São Paulo (1616).
São suas algumas das mais antigas pinturas produzidas no Brasil, mas quase toda sua produção se perdeu ou foi encoberta por repinturas. Serafim Leite atribuiu ao pintor a Adoração dos Reis Magos, que adorna o altar da Igreja dos Reis Magos, em Nova Almeida, distrito de Serra, no Espírito Santo. O mencionado retrato do padre Anchieta foi encontrada na cidade de Anchieta na década de 1940, encoberto por uma grossa camada de tinta. Restaurada, a obra foi exposta no Museu Nacional de Belas Artes em 1986. José Roberto Teixeira Leite atribui ao artista também as pinturas não identificadas na igreja e sacristia da Catedral de Salvador.